# Cyclecars Mauve
Cyclecars Mauve war ein französischer Hersteller von Automobilen.

## Unternehmensgeschichte
Der Konstrukteur Eugène Mauve, der zuvor bei Ateliers Defrance Frères tätig war, gründete 1922 in Levallois-Perret das Unternehmen zur Produktion von Automobilen. Der Markenname lautete Mauve. 1924 endete die Produktion.

## Fahrzeuge
Das einzige Modell war ein kleiner zweisitziger Sportwagen. Für den Antrieb sorgte ein Vierzylindermotor von Anzani mit OHC-Ventilsteuerung, 1086 cm³ Hubraum und 31 PS Leistung. Der Motor war vorne im Fahrzeug montiert und trieb über eine Kardanwelle die Hinterachse an. Auf Vorderradbremsen wurde verzichtet.
Beim Pariser Salon im Oktober 1923 hatte Mauve einen Stand gemietet, sagte aber kurz vor Beginn seine Teilnahme ab. Fraglich ist, ob der Wagen, dessen Name in Frankreich ungünstige Assoziationen weckte (frz. „mauvais“ heißt auf Deutsch: „schlecht“), je in Serie gebaut wurde.